# 恩斯特·尼基施
恩斯特·尼基施（Ernst Niekisch；1889年5月23日—1967年5月23日）是一位德国作家和政治家，最初是德国社会民主党的成员，后来成为了民族布尔什维克主义的重要人物之一，影响了德国国家社会主义工人党（NSDAP）中的施特拉塞派。尼基施公开反对阿道夫·希特勒，并作为“民族革命者”组织了对国家社会主义的抵抗。 尼基施于1937年被捕，1939年被人民法院以叛国和为被禁止的政党从事活动的罪名判处无期徒刑。二战结束后，他加入了德国统一社会党，但在1953年6月17日苏联和民主德国当局镇压工人起义后，他对统一社会党的批评越来越多，直到1955年他退出了统一社会党。1963年尼基施移居西柏林。

## 生平

德国民族布尔什维克的标志

### 早年生活
尼基施出生于切布尼察（西里西亚），在讷德林根长大，职业是一名学校教师。在讷德林根，尼基施一家人遭遇了当地的一种反普鲁士风气，而尼基施在整个学生时代都深受其害，同时也饱受邻居孩子和同学狭隘的资产阶级思想之苦。

### 魏玛共和国
他于1917年加入德国社会民主党，并在1919年建立短暂存在的巴伐利亚苏维埃共和国的过程中发挥了作用。事实上，这一年年初，在库尔特·艾斯纳辞职后（1919年2月）与巴伐利亚苏维埃共和国成立前的一段时间里，尼基施作为巴伐利亚共和国中央委员会（一个临时管理机构）主席掌握了有效的权力。尼基施后来离开了SPD（直到USPD与SPD合并），从1919年到1922年，他是德国独立社会民主党（USPD）的成员和巴伐利亚州议会的成员，他还是奥格斯堡的市议员。1923年，尼基施辞去了他的职务，去了柏林，并被选为德国纺织工人联合会的书记员。由于参与了建立巴伐利亚苏维埃共和国，尼基施在1925年因协助和教唆叛国的罪名被判处短期监禁。
1924年底，尼基施与霍夫盖斯马尔当地的青年社会主义者圈子进行了断断续续的密切接触。这个圈子在1923年法国比利时联军占领鲁尔地区的背景下，于当地的一个青年社会主义者大会上成立，其反对马克思主义的国际主义，努力在国家框架内实现社会主义；与这个圈子相对立的是左翼的汉诺威圈子。尼基施强调民族主义的重要性，并试图将SPD扭转到这个方向。他强烈反对道威斯计划、《洛迦诺公约》以及SPD党内普遍的和平主义。为了避免被开除党籍，尼基施于1926年7月22日退出了SPD，加入了萨克森的旧德国社会民主党（ASPD）。
尼基施在1926年创办了自己的杂志《抵抗》（Widerstand），部分插图由平面艺术家和画家A. Paul Weber（他与尼基施在1928年开始合作）提供，恩斯特·荣格及其弟弟弗里德里希·格奥尔格·荣格（Friedrich Georg Jünger）、约瑟夫·德雷塞尔以及古斯塔夫·桑德曼（Gustav Sondermann）等人也在其中发表文章。《抵抗》由尼基施的妻子安娜（Anna Niekisch）运营的抵抗出版社（Widerstandsverlag）发行，其还发行了亲苏联的刊物《决断》（Entscheidung），不要与同名书籍混淆。尼基施还是ASPD下属日报《人民国家》（Volksstaat）的编辑。尼基施在这一时期的出版活动得到了汉堡商人阿尔弗雷德·特普费尔的资助。
尼基施在ASPD的影响下形成了自己的民族主义形式的社会主义。尼基施和他的追随者自称为“民族布尔什维克”，并将苏联视为俄罗斯民族主义和旧普鲁士国家的延续。尼基施领导的“抵抗”运动的口号是“斯巴达——波茨坦——莫斯科”。他是ARPLAN（俄罗斯计划经济研究协会）的成员，与恩斯特·荣格、格奥尔格·卢卡奇、卡尔·维特福格尔和弗里德里希·海尔舍一起，在他们的支持下于1932年访问了苏联。他对荣格的出版物《工人》（Der Arbeiter）的反应良好，认为这是一个民族布尔什维克德国的蓝图。他还认为有必要建立德苏同盟，反对“腐朽的西方”和《凡尔赛条约》。通过他的“抵抗意识形态”（„“），他想在工人运动与民众中存在的右翼保守主义、反民主和反自由主义的思想之间架起一座桥梁，类似于斯宾格勒的“普鲁士社会主义”-。将极端民族主义和共产主义这两个政治光谱极端进行结合的尝试，使尼基施的民族布尔什维克成为了一支得不到支持的力量。
尼基施受到青年保守主义者阿图尔·穆勒·范登布鲁克的等人的影响，阿图尔在其1923年的作品《第三帝国》（Das Dritte Reich）中宣传了未来社会主义和民族主义的结合，旨在建立一个没有政党的专制德意志帝国，它将反对自由主义的西方国家——特别是美国——并支持苏联。尼基施还制定了“德意志民族复兴”（„“）的方案，并主张建立一个在德国领导下的欧洲，与远至中国的东方保持紧密联系。他在1926年用一句话描述了他与西方议会民主制的分界线：
“成为西方人意味着：用自由的话语去诈骗，用人性的宣言去发起犯罪，用民族和解的呼声去毁灭民族。”
在1929年为他的东方选择选择了这样的表述：
“要么成为亚洲人，要么成为非洲人，要么紧抱黑人的法国，要么紧抱鞑靼人的俄罗斯。”
在他的著作中也可以发现反犹太主义的论证模式。他写道：
“犹太人有能力将反国家的原则带入世界；[......]他们强大的秘诀恰恰在于他们放弃了塑造国家的野心，以‘超国家的共济会’的形式与他们的同类一起玩耍，以便一下子破坏每一个国家，而国家无论在哪里出现，它都是一个天生具有国家天赋的民族的自然创造。”
“犹太人坐在杠杆上，就生物材料的性质调节节奏和速度，其固有的增长要由犹太人来理顺。”
“有经济存在的地方，犹太人就占上风；[......]犹太人喜欢掩盖他对经济比例的束缚；他们想把与她的良好关系归咎于偶然。”
甚至是在1945年之后，他在《卑微恶魔的帝国》（Das Reich der niederen Dämonen）中写道：
“当第三帝国开始以全世界犹太人为标准衡量自己时，它首先将犹太民族提升到了世界强国的高度[......]他们作为国家组织的对立面而存在，这也许是犹太人被给予的最高荣誉。”
由于他的民族布尔什维克主义、反民主和反西方的政治主张，他影响了格雷戈尔·施特拉塞周围的NSDAP的左翼。

### 第三帝国
尽管反犹太人并支持极权主义国家，但尼基施拒绝了阿道夫·希特勒，他认为希特勒缺乏任何真正的社会主义，他反而把约瑟夫·斯大林和苏联的工业发展作为其领袖原则的模范。尼基施在1958年写道，他贬斥希特勒是一个迷恋权力的煽动者，是尼基施所倡导的精英主义精神的敌人。他对约瑟夫·戈培尔尤其不满，在他们共同的朋友阿诺特·布朗宁（Arnolt Bronnen）促成的两人会面中，尼基施和戈培尔几乎发生了冲突。1932年，尼基施出版了《希特勒——德国的厄运》（Hitler - ein deutsches Verhängnis）一书，在书中他对阿道夫·希特勒接管大权提出了警告，他认为希特勒“过于法制化”（„）。布朗宁认为对纳粹主义的攻击是对他个人的侮辱，于是与尼基施决裂。
政府权力移交给纳粹后，他继续与恩斯特·荣格等人保持联系。国会纵火案后，盖世太保搜查了他的房屋以寻找任何参与的证据，但他最终并没有受到追究。从1933年起，他试图将社会主义团体和民族保守主义抵抗团体联合起来。他还与乌尔里希·冯·哈塞尔讨论了他对新政权的反对意见，尽管尼基施还没有加入德国抵抗运动。尽管批评纳粹，他还能继续编辑杂志，直到1934年12月《抵抗》被纳粹查禁。1935年他被允许访问罗马，并与贝尼托·墨索里尼举行了会谈，墨索里尼告诉尼基施，他认为希特勒对苏联的侵略是愚蠢的，后来尼基施又与意大利总领事讨论反对派团体，而当时德意关系有些紧张。1937年初，他在巴黎与从德国移民过来的民族布尔什维克卡爾·奧托·帕特爾，以及当时受雇于帝国航空部情报部门的哈罗·舒尔茨-博伊森密谋会面，后者在1933年之前的民族革命阶段后，与亲苏组织产生了联系。
1937年3月22日，恩斯特·尼基施因“文学叛国罪”被盖世太保逮捕，1939年1月10日被人民法院以叛国罪和为被禁止的政党从事活动的罪名判处终身监禁。在他以前的盟友恩斯特·荣格的干预下，他的家人可以保留他的财产，但不能保证尼基施被释放。他被囚禁在勃兰登堡-戈登监狱，身体受到了严重伤害。1945年获释时，他已近乎失明。

### 1945年后（东柏林/西柏林）
被苏联红军解放后，尼基施回到了柏林。他因战时经历对民族主义深恶痛绝，转向了正统马克思主义，加入了德国共产党，后来成为了统一社会党和受纳粹政权迫害者联盟（VVN）的成员。他是民主德国文化协会的成员，并积极参与了该协会的创建。1947年10月，在柏林举行的第一届德国作家大会上，尼基施对批评的听众发表了讲话。然而，他对“精英”、对自由和规划的理念评价为他的演讲带来了热烈的掌声：“每个人都有自由去做提升人性的事情。”1947/48年，他参加了伊姆斯豪森协会关于重建德国的区域间辩论。1948年，他成为了东柏林洪堡大学的社会学教授，他的助手包括海因茨·毛斯（Heinz Maus）和维尔纳·马泽尔（Werner Maser）。尼基施的崇拜者是右翼公共知识分子沃尔夫冈·芬诺尔（Wolfgang Venohr）。
1949年，尼基施作为人民代表大会的成员，成为了民主德国第一届人民议会的成员。然而1953年6月17日东德的工人起义被苏联军队暴力镇压后，尼基施感到深深的失望，辞去了所有的政治职务。1955年2月，他退出了统一社会党。1963年，他永久性地搬到了西柏林，他一直没有放弃他在Bezirk Wilmersdorf的老住处。
尼基施1953年在西德提出的损失赔偿申请被多次拒绝。他在联邦最高法院、联邦宪法法院和欧洲人权委员会长达八年的诉讼中失败了。
联邦宪法法院院长格布哈特·米勒向柏林市市长维利·勃兰特提出了一个解决方案，但最初遭到了拒绝。最后，在1966年6月21日，和解终于达成了。尼基施补领到了从1966年1月1日起发放的1500马克的养老金。参议院支付了他的医疗费用，最后他获得了35000马克的一次性津贴。
1967年，恩斯特·尼基施长眠于Friedhof Wilmersdorf公墓。

## 遗产
直到今天，“国家社会主义者”（还有“自治民族主义者”）还在他们的文本和旗帜上使用恩斯特·尼基施的民族革命著作中的引文。但他也受到了左派人士的积极欢迎，他在1962年加入了德国社会主义学生联盟（SDS）的宣传协会：沃尔夫冈·阿本德洛特称他为“反对野蛮的无畏战士”，于尔根·塞弗特将尼基施的思想描述为来自那种“使红色交响乐队成为可能的精神”。
1980年，塞巴斯提安·哈夫纳将尼基施描述为“最后一个伟大的普鲁士人”和“希特勒的真正反对者”，并得出结论：“今天正在进行的世界革命的真正理论家不是马克思，甚至也不是列宁。是尼基施。”
米夏埃尔·皮特瓦尔德（Michael Pittwald）（2002年）在尼基施早期的政治生涯中就发现了“尼基施民族革命意识形态中一些最重要的元素：民族思想，这体现在尼基施的国家和社会主义概念中，他用‘民族性（Volkstum）’、‘人民国家（völkischer Staat）’、‘命运共同体（Schicksalsgemeinschaft）’、‘战争社会主义’甚至‘工人（Arbeiterschaft，集体意义上的）’等术语进行描述。”皮特瓦尔德接着指出，“战争是德国的建国之父，或者是国家、统治和人民之间的调停者与统一者”，“对国家的推崇”，“对普鲁士的偏爱，尼基施总是把它等同于德国”，以及“对德国作为（霸权）大国的未来角色的归属和设想”，这些都是其核心内容。尼基施的目标是——在与内部敌人和解后，成功地与“法兰西欧洲”（在俄罗斯的帮助下）作战，建立一个“德国主导的中欧”并重组东方——一个反对“美国化”和“亚洲混乱”的“终极帝国”。尼基施“抵抗运动”（„Widerstandsbewegung“）的敌人形象是“罗马的”西方、平等原则、自由主义、女性主义、城市，而非农村生活与犹太人。皮特瓦尔德还将斐迪南·拉萨尔和约翰·戈特利布·费希特描述为尼基施智识上的来源，他们将民族和社会结合在一起。
由于尼基施对东方的地缘政治取向，亚历山大·格里耶维奇·杜金将其意识形态置于欧亚主义的附近。
包括尼基施在内的众多作家，如奥斯瓦尔德·斯宾格勒、阿图尔·穆勒·范登布鲁克、维尔弗雷多·帕累托和卡尔·施密特等人的作品被欧洲文明研究小组和其他参与保守主义革命运动的人出版发行。

## 作品
- Der Weg der deutschen Arbeiterschaft zum Staat. Verlag der Neuen Gesellschaft, Berlin 1925.
- Grundfragen deutscher Außenpolitik. Verlag der Neuen Gesellschaft, Berlin 1925.
- Gedanken über deutsche Politik. Widerstands-Verlag, Dresden 1929.
- Politik und Idee. Widerstands-Verlag Anna Niekisch, Dresden 1929.
- Entscheidung. Widerstands-Verlag, Berlin 1930.
- Der politische Raum deutschen Widerstandes. Widerstands-Verlag, Berlin 1931.
- Hitler - ein deutsches Verhängnis. Drawings by A. Paul Weber. Widerstands-Verlag, Berlin 1932.
- Im Dickicht der Pakte. Widerstands-Verlag, Berlin 1935.
- Die dritte imperiale Figur. Widerstands-Verlag 1935.
- Deutsche Daseinsverfehlung. Aufbau-Verlag Berlin 1946, 3. Edition Fölbach Verlag, Koblenz 1990, ISBN 3-923532-05-9.
- Europäische Bilanz. Rütten & Loening, Potsdam 1951.
- Das Reich der niederen Dämonen. Rowohlt, Hamburg 1953.
- Gewagtes Leben. Begegnungen und Begebnisse. Kiepenheuer & Witsch, Köln und Berlin 1958.
- Die Freunde und der Freund. Joseph E. Drexel（德语：Joseph E. Drexel） zum 70. Geburtstag, 6. Juni 1966., Verlag Nürnberger Presse, Nürnberg 1966.
- Erinnerungen eines deutschen Revolutionärs. Verlag Wissenschaft und Politik, Köln.
  - Volume 1: Gewagtes Leben 1889–1945. 1974, ISBN 3-8046-8485-8.
  - Volume 2: Gegen den Strom 1945–1967. 1974, ISBN 3-8046-8486-6.